# Weißenfelser Vertrag
Der Weißenfelser Vertrag ist ein am 1. Juli 1249 auf der Burg Weißenfels unterzeichneter Vertrag im Verlauf des Thüringischen Erbfolgekrieges.
Nach dem Tode des letzten ludowingischen Landgrafen von Thüringen,  Heinrich Raspe, begann im Jahre 1247 der Streit um die Landgrafschaft Thüringen. Die Burg Weißenfels, am Ostrand des alten ludowingischen Kernlandes und nunmehrigen Thüringer Erbes gelegen, bildete dabei einen wichtigen Streitpunkt im Thüringischen Erbfolgekrieg. Mit diesem Vertrag erkannte der Großteil der thüringischen Grafen den Wettiner Heinrich III. von Meißen, den Erlauchten, als neuen Landgrafen von Thüringen an.